# Эрзянский национальный костюм
Эрзянская национальная одежда (костюм) (эрз. Эрзянь раськень оршамопельть) — совокупность традиционного народного наряда, отражающего культурно-национальные особенности эрзянского народа.

## Общие черты
История народного наряда эрзян тесно связана с традициями других народов, прежде всего мокшан, удмуртов, живших по соседству марийцев, в которых наблюдается много подобных элементов на всех культурных уровнях.
Наличие общих истоков среди финно-угорских народов, а также близость их культур, особенно эрзян с мокшанами, является причиной отображения ряда общих деталей национального наряда и приемов его оформления, корни которых уходят в I-е — начало II тысячелетия. Своей завершенной художественно-выразительной формы национальный наряд достиг только в середине XIX века.
Отличительной чертой эрзянской одежды считается вышивка: ее орнамент, техника и цветовая гамма. Окрас вышивки имел четыре основных цвета: черный с синим оттенком, тёмно-красный, желтый и зеленый. Орнаментальные рисунки отражали философский взгляд эрзян на окружающий мир, а техника имела символическую нагрузку (орнаменты «змеиная головка», «куриные кавычки», «козьи копытца», «крылышки», «еловые ветви», «солнечные узелки», «звездочки» и другие).

## Мужская одежда
Основными составляющими исторического мужского эрзянского костюма были рубашка (эрз. панар) и брюки (эрз. понскт), сшитые из домотканого грубого полотна. Рубашки обычно носили "на выпуск".
Весной и осенью надевали поверх пальто (эрз. сумань). Зимой – шуба из овчин, или тулуп.
Головными уборами были валяные шапки белого и черного цвета. Летом для работы в поле надевали холщовый колпак. Зимой носили шапку-ушанку или малахай.
Традиционной обувью были лапти (эрз. карт) из липы или вязи. Праздничным видом обуви были сапоги из кожи коровы или молодого телёнка (эрз. кемть). Зимой носили серые и черные (иногда белые) валенки. Перед надеванием обуви ноги окутывали портянками: нижними (эрз. пильгалга э) окутывали ступни, верхними (эрз. верьга пракста) — икры.
Мужская народная одежда вышла из обихода в XVIII—XIX веках. В обыденной жизни не встречается.

## Женская одежда

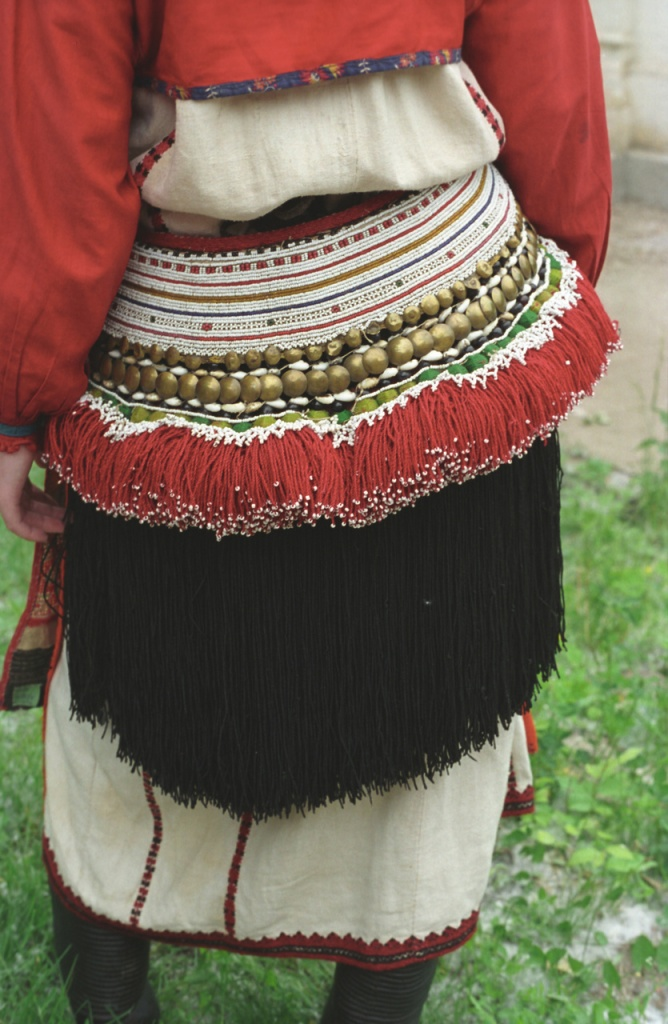
Женское украшение эрзянок – пулай. Обязательный атрибут народного костюма.

Основу исторического женского эрзянского костюма составляют рубашки (эрз. панар и покой). Они характеризуются прежде всего вышивкой, густо покрытой на большей части полотна. Поверх рубашки женщины иногда надевали вроде платья (эрз. кафтонь-крда), которое было похоже на сарафан.
Элементом верхней части наряда была распашная одежда (эрз. рука или импанар). Поверх рубашек иногда носили безрукавки, обычно приталенные. Весной и осенью верхней одеждой, как и у мужчин, служило пальто (эрз. сумань). Зимой – овчинные шубы.
Неотъемлемыми частями женского костюма были пояс (эрз. вигенесэ каркс или паро каркс) и фартук. В свою очередь фартук делился на два вида: с грудкой (эрз. запон), и без грудки (эрз. покрышка). Фартук обязательно был украшен подвесками, колокольчиками или бисером и бусами (в поздние времена). У пояса тоже было обязательное украшение — пулай, подвязываемый сзади, чуть ниже талии, на бедрах. Молодые девушки носили лёгкий пулай, старые женщины тяжелый. Чем старше была женщина – тем тяжелее становился пулай. В наряде на пулай еще сверху надевали бисерный пояс (эрз. сэлге пулогай).
Особое место, как элемента женского наряда, отводилось украшениям — монисто, фибулам и т.п., ношение которых свидетельствовало об обеспечении и благополучии семьи.
Головные уборы среди женщин разнились. У молодых девушек наиболее распространенным видом головного убора была налобная повязка в виде обруча, обтянутая тканью и украшенная вышивкой, бисером, тесьмой и т.д., в то время как у замужних женщин волосы полностью скрывались и использовались простые или сложные головные уборы. К простым относились рушники и платки, а сложные имели твердое основание и были цилиндрическими, полуцилиндровыми, конусообразными, реже — лопатовидными (эрз. панго, сорка, сорока). Самым распространенным головным убором была сорока.
Женские народные наряды практически вышли из обихода в конце XIX — начале XX веков. В настоящее время используется только на фестивалях, праздниках, других культурных или церемониальных мероприятиях.